# All England Lawn Tennis and Croquet Club
All England Lawn Tennis and Croquet Club (AELTC), zkráceně All-England Club, je tenisový oddíl sídlící v jihozápadní londýnské části Wimbledon v Anglii. Sedmnáctihektarový areál obsahuje soutěžní travnaté a také antukové dvorce. Od roku 1877 klub každoročně spolupořádá nejstarší tenisový turnaj světa Wimbledon, který dosáhl většího věhlasu než oddíl samotný.
Klub byl založen v roce 1868 rekreačními hráči tenisu a jejich přáteli, kteří se ke hře scházeli jen v létě. Původně sídlil v ulici Worple Road, kde také roku 1877 začala tradice turnaje. Až v roce 1922 došlo k přestěhování areálu do ulice Church Road, kde probíhala výstavba již od roku 1919.
Pro grandslam je využito osmnáct travnatých dvorců (centr a kurty č. 1–18, vyjma č. 13). Dvacet dvorců v severně položeném Aorangi Parku a Southlands College slouží k tréninkovým účelům. Součásí klubu je i osm antukových kurtů. Oficiálním tréninkovým centrem se v roce 2024 stalo zrekonstruované Komunitní tenisové středisko na vnitřním předměstí Raynes Park u Wimbledonu, čítající šestnáct travnatých a devět tvrdých dvorců. Denní kapacita areálu činí 42 tisíc návštěvníků.  Dvorec č. 18 se stal ve Wimbledonu 2010 dějištěm nejdelšího zápasu v historii tenisu.
Oddíl má uzavřený počet 375 registrovaných členů, 100 dočasných členů a řadu čestných členů včetně wimbledonských vítězů ve dvouhře a významných osobností z tenisového světa. K získání plného či dočasného členství je nutné získat doporučení od čtyř stávajících členů klubu, z nichž dva musí kandidáta znát nejméně tři roky. Čekatelská doba se pohybuje v řádu několika let. Čestné členství je udělováno nahodile výborem klubu. Členství mimo jiné obnáší dvě volné vstupenky na každý den grandslamového turnaje. Českými čestnými členy jsou vítězové dvouhry Jan Kodeš, Jana Novotná, Petra Kvitová, Markéta Vondroušová a Barbora Krejčíková. Rovněž tak rekodmanka s devítí trofejemi Martina Navrátilová, která vyhrála všechny ročníky jako zástupkyně amerického tenisu.
V době komunistického režimu ve Východním bloku byl jediným československým tenisovým oddílem, který navázal přátelství s All England Clubem Slovan CHZJD Bratislava. V roce 1967 sehrály kluby na dvorcích Wimbledonu přátelské utkání.
Patronkou klubu je od roku 2016 Catherine, princezna z Walesu. Dříve tuto roli plnila anglická královna Alžběta II. Prezidentem oddílu byl v letech 1969–2021 královnin bratranec princ Edward, vévoda z Kentu, který se zúčastnil přes 350 ceremoniálů předání pohárů vítězům, v květnu 1977 otevřel wimbledonské muzeum a také inauguroval šest dvorců a zařízení. Po skončení Wimbledonu 2023 se v červenci předsedkyní klubu stala Deborah Jevansová, wimbledonská osmifinalistka z roku 1979. Jako první žena v této funkci vystřídala Iana Hewitta.

## Areál

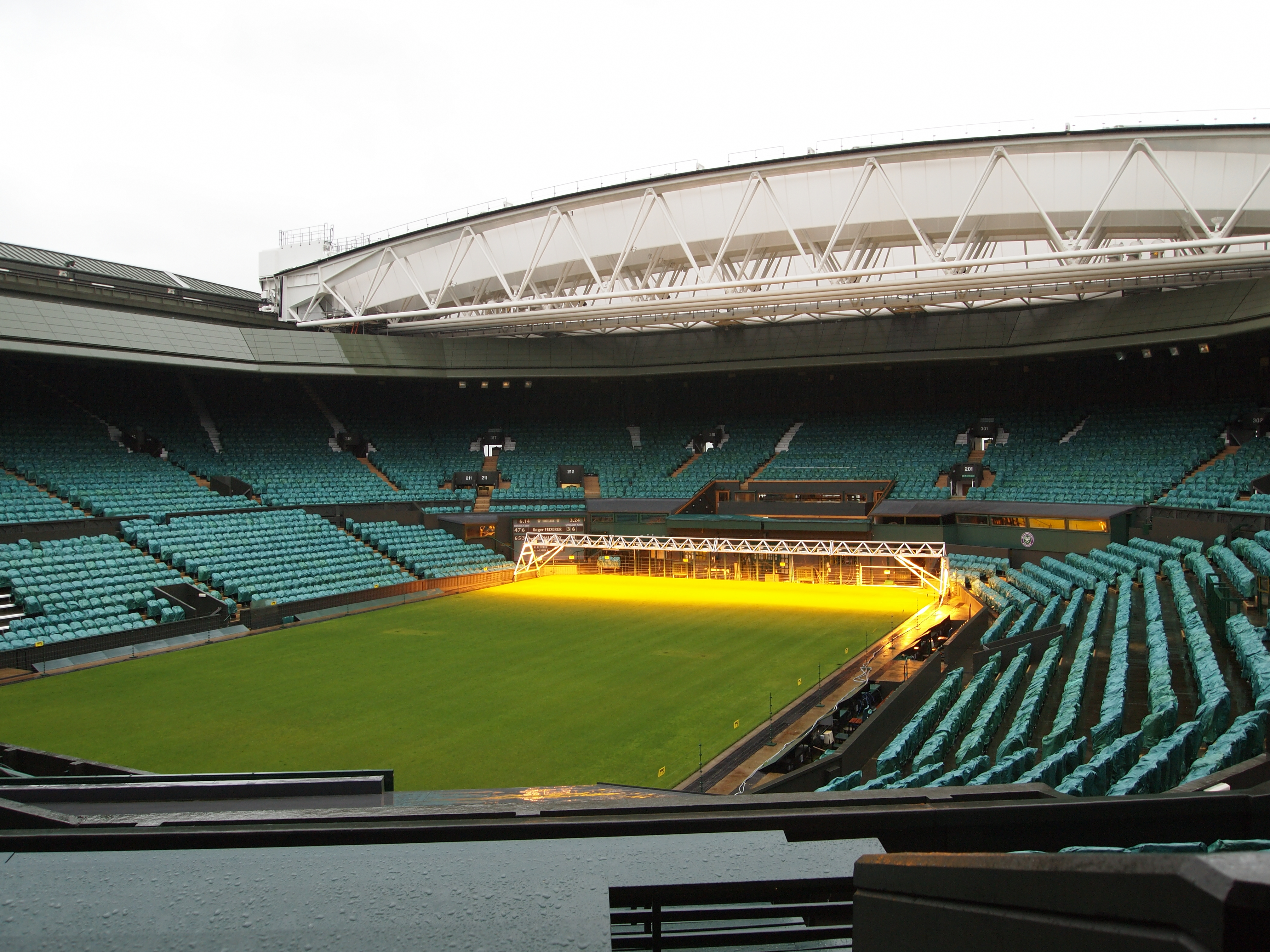
Centre Court

Klub má 18 soutěžních travnatých dvorců, dalších 20 travnatých kurtů slouží během turnaje pro trénink. Sedmnáctihektarový areál je využíván v sezóně mezi květnem a zářím. Od roku 1995 je tráva stříhána na velikost 8 milimetrů a pro svou odolnost je od roku 2001 používán 100% víceletý jílek.
V roce 2018 All England Club odkoupil přilehlou plochu, která byla golfovým hřištěm a poté parkem. Tím se zvětšila plocha klubu téměř na trojnásobek. Cílem byla výstavba 39 dvorců včetně 8tisícového se zatahovací střechou a přesun wimbledonských kvalifikací z 6 kilometrů vzdáleného Roehamptonu. Vrchní soud Velkého Londýna zamítl v červenci 2025 odvolání odpůrců rozšíření areálu sdružených v iniciativě Save Wimbledon Park.

### Centrální dvorec
Centrální dvorec stojí od počátku nového areálu v roce 1922, poté co klub změnil sídlo na novou adresu Church Road. V říjnu 1940 během druhé světové války byl zasažen pěti 500 librovými leteckými pumami a došlo ke zničení 1 200 míst. Po rekonstrukci v letech 2007–2008 se zvýšila kapacita diváků ze 14 000 na 14 979.
V květnu 2009 byla dokončena instalace pojízdné zatahovací střechy, která propouští přirozené denní světlo, je opatřena umělým osvětlením a její zatažení trvá 10 minut. Vlastní rekonstrukce započala v roce 2006 a Wimbledon 2007 byl hrán bez střešního krytu. Nad vstupem hráčů na dvorec byl umístěn citát z básně Když... Rudyarda Kiplinga, v němž stojí: „Když proti triumfu i ponížení jak proti svůdcům spolčeným jsi kryt...“ (anglicky „If you can meet with triumph and disaster and treat those two impostors just the same.“)

### Dvorec č. 1

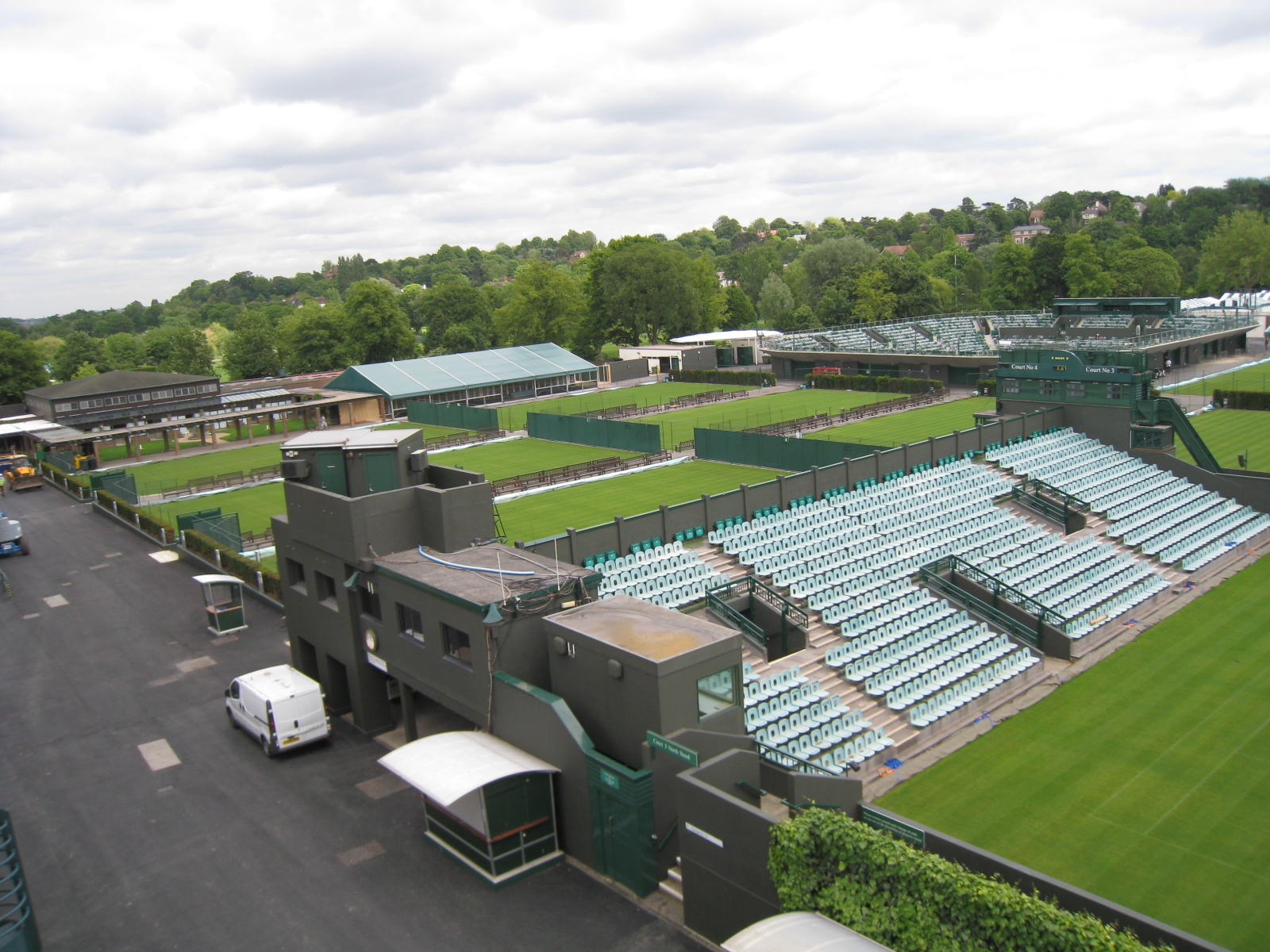
Postranní dvorce pod jižním ochozem centrkurtu, vpředu tribuna dvorce č. 3 a vzadu hlediště dvorec č. 2

Druhým největším kurtem je dvorec č. 1, který byl nově vystavěn v roce 1997 s původní kapacitou 11 393 diváků. Rekonstrukce dokončená v roce 2019 znamenala její navýšení na 12 345 návštěvníků a vznik zatahovací střechy.
Na kurtu také probíhají zápasy Velké Británie v Davisově poháru.

### Dvorec č. 2
Dvorec č. 2 byl postaven roku 2009 s kapacitou 4 000 diváků.

### Dvorec č. 3
Dvorec č. 2 existující do roku 2009 byl od tohoto data přejmenován na dvorec č. 3. V rámci 125. ročníku grandslamu v roce 2011 byly otevřeny dva nové dvorce č. 3 a č. 4.

## Olympijské hry
V roce 2012 se zde konaly soutěže v tenise v rámci Letních olympijských her 2012. Na travnatých dvorcích klubu se odehrál také olympijský turnaj v roce 1908, kdy ještě sídlil na předchozí adrese.